# Shin Ye-eun
Shin Ye-eun (en hangul, 신예은), es una actriz surcoreana.

## Biografía
En 2016 se unió a la Universidad Sungkyunkwan donde se especializa en actuación.
Es amiga de las actrices Moon Ga-young y Yang Hye-ji.

## Carrera
Desde agosto de 2018 es miembro de la agencia JYP Entertainment, de donde fue aprendiz desde inicios del mismo año. Y desde 2019 es miembro de la agencia NPIO Entertainment.[cita requerida]
En 2018 apareció en las revistas Nylon, Esquire, entre otros.
El 1 de julio del mismo año se unió al elenco principal de la popular serie web A-TEEN donde interpretó a Do Ha-na, una pensativa y resistente estudiante de secundaria, hasta el final de la primera temporada el 16 de septiembre del mismo año.
El 11 de marzo de 2019 se unió al elenco principal de la serie He Is Psychometric, donde dio vida a Yoon Jae-in, una joven oficial de policía que trata de ocultar un doloroso secreto y cuya vida cambia cuando conoce a Lee Ahn (Park Jin-young), un joven capaz de leer los secretos de cada una de las personas cuando las toca, y de quien poco a poco comienza a enamorarse, hasta el término de la serie el 30 de abril del mismo año.
El 25 de abril de 2019 se unió al elenco de la segunda temporada de la serie web A-TEEN 2 donde interpretó nuevamente a Ha-na, hasta el término de la segunda temporada el 27 de junio del mismo año. El 5 de julio de 2019 se convirtió en la nueva presentadora del programa de música Music Bank junto al cantante y actor Choi Bo-min, hasta el 17 de julio de 2020.
El 25 de mayo de 2020 se unió al elenco principal de la serie Welcome (también conocida como Come Here), donde dio vida a Kim Sol-ah, una joven que hace todo lo posible para proteger a quienes la rodean, aunque esté rodeada por personas que le causan angustia, hasta el término de la serie el 30 de abril del mismo año.
El 25 de septiembre del mismo año se unió al elenco principal de la serie The Probability of Going From Friends to Lovers (también conocida como More Than Friends), donde interpretó a Kyung Woo-yeon, una calígrafa con opiniones muy fuertes y que ha estado enamorada de su amigo Lee Soo (Ong Seong-wu), durante los últimos 10 años, hasta el término de la serie el 28 de noviembre del mismo año.
En mayo de 2021 se anunció que se había unido al elenco principal de la serie Rookies. En noviembre del mismo año se anunció que realizaría una aparición especial en la segunda temporada de la serie Yumi's Cells 2 donde da vida a Yoo Da-eun, una empleada a tiempo parcial del restaurante que dirige Yoo Ba-bi (Park Jin-young).
En diciembre del mismo año se anunció que estaba en pláticas para unirse al elenco de la serie La venganza de los otros. En esta serie, estrenada en noviembre de 2022, interpreta el personaje de Ok Chan-mi, una joven que intenta esclarecer el misterio que rodea a la muerte de su hermano gemelo.

## Filmografía

### Series de televisión
| Año  | Título                                    | Personaje                | Cadena   | Notas                     | Ref.          |
| ---- | ----------------------------------------- | ------------------------ | -------- | ------------------------- | ------------- |
| 2018 | A-TEEN                                    | Do Ha-na                 | Naver TV | 24 episodios - serie web  |               |
| 2019 | He Is Psychometric                        | Yoon Jae-in              | tvN      | 16 episodios              | [ 35 ]        |
| 2019 | A-TEEN 2                                  | Do Ha-na                 | Naver TV | Serie web                 | [ 36 ]        |
| 2020 | Welcome                                   | Kim Sol-ah               | KBS2     | 24 episodios              | [ 37 ]        |
| 2020 | More Than Friends                         | Kyung Woo-yun            | JTBC     | 16 episodios              |               |
| 2021 | The Effect of a Finger Flick on a Breakup | Enfra. Oh-jin            | KBS2     | Drama Special             | [ 38 ] [ 39 ] |
| 2022 | Rookie Cops                               | Jang So-yeon             | Disney+  | Aparición especial, ep. 1 | [ 40 ]        |
| 2022 | Yumi's Cells 2                            | Yoo Da-eun               | tvN      | Aparición especial        | [ 41 ]        |
| 2022 | La gloria                                 | Park Yeon-jin (de joven) | Netflix  |                           | [ 42 ]        |
| 2022 | La venganza de los otros                  | Ok Chan-mi               | Disney+  |                           | [ 43 ] [ 44 ] |
| 2023 | La pensión romántica secreta              | Yoon Dan-oh              | SBS      | Primera serie de época    | [ 45 ] [ 46 ] |
| 2024 | Jeong-nyeon: The Star Is Born             | Huh Young-seo            | tvN      |                           | [ 47 ] [ 48 ] |

### Cine
| Año  | Título                | Hangul            | Personaje   | Notas                                   | Ref.          |
| ---- | --------------------- | ----------------- | ----------- | --------------------------------------- | ------------- |
| 2025 | Secret: Untold Melody | 말할 수 없는 비밀 | Park In-hee | Debut en cine; rodada entre 2021 y 2022 | [ 49 ] [ 50 ] |

### Programas de variedades
| Año  | Programa                                                  | Función            | Notas                                        | Ref.   |
| ---- | --------------------------------------------------------- | ------------------ | -------------------------------------------- | ------ |
| 2018 | Happy Together                                            | Invitada           | Episodio 8                                   |        |
| 2019 | Super Intern                                              | Aparición especial | Episodio 2                                   |        |
| 2019 | Nemo Travel: A Trip to Spain (네모여행: 스페인 편)        | Miembro            | 12 episodios - junto a Yoon Park y Kang Hoon | [ 51 ] |
| 2019 | Thrifter's Guide to Luxury Travel (Salty Tour) - Thailand | Invitada           | Episodios 83-86                              |        |
| 2019 | The Return Of Superman                                    | Invitada           |                                              | [ 52 ] |
| 2019 | Secret Jeju                                               | Miembro            |                                              |        |
| 2020 | Face ID (페이스아이디)                                    | Invitada           | Episodios 12-15                              |        |
| 2021 | Delicious Rendezvous                                      | Invitada           | Episodios 59-60                              |        |

### Presentadora
| Año     | Título                 | Función               | Notas                              | Ref.          |
| ------- | ---------------------- | --------------------- | ---------------------------------- | ------------- |
| 2019    | KBS Gayo Festival      |                       | Junto a Choi Bo-min                |               |
| 2019-20 | Music Bank             | Copresentadora        | Ep. 986-1037 - junto a Choi Bo-min | [ 53 ] [ 54 ] |
| 2020    | Happy Together         | Presentadora especial | Episodio 632                       |               |
| 2020    | 2020 KBS Gayo Festival | Copresentadora        | Junto a Cha Eun-woo y Yunho        | [ 55 ]        |

### Radio
| Año             | Título                  | Cadena     | Notas | Ref.   |
| --------------- | ----------------------- | ---------- | ----- | ------ |
| 2021 - presente | Shin Ye Eun’s Volume Up | KBS CoolFM | DJ    | [ 56 ] |

### Aparición en videos musicales
| Año  | Grupo                      | Canción    | Notas                 | Ref.   |
| ---- | -------------------------- | ---------- | --------------------- | ------ |
| 2018 | DAY6                       | "Shoot Me" | Junto a Jang Dong-joo | [ 57 ] |
| 2019 | Brown Eyed Soul feat. SOLE | "Right"    | Junto a Nam Yoon-soo  |        |

### Revistas / sesiones fotográficas
| Año  | Título                | Notas           | Ref.   |
| ---- | --------------------- | --------------- | ------ |
| 2020 | Grazia Magazine       | Número de abril | [ 58 ] |
| 2020 | Marie Claire Magazine | Junto a L       | [ 59 ] |

### Anuncios
| Año  | Título                                        | Notas                                           |
| ---- | --------------------------------------------- | ----------------------------------------------- |
| 2020 | ELITE Uniform                                 | junto a AB6IX                                   |
| 2019 | Soju Jeju                                     |                                                 |
| 2019 | NII Korea x Kakao Friends                     | junto a Shin Seung-ho                           |
| 2019 | Korean Chicken joint Toreore                  | junto a SF9                                     |
| 2019 | Anna Sui Fantasia Mermaid                     | (perfume)                                       |
| 2019 | Innisfree: My Foundation 1524                 | (maquillaje)                                    |
| 2018 | Sprite                                        | junto a Jung Hae-in                             |
| 2018 | Mimacstudy                                    |                                                 |
| 2018 | LecoqKorea                                    |                                                 |
| -    | Toner Essence Nutrition Cream: Huangjisoo     | junto a Yoon Shi-yoon                           |
| -    | Innisfree: Vivid Coat Ink                     | (labial)                                        |
| -    | Innisfree: Red Vibe                           | (labial)                                        |
| -    | Innisfree: Je-ju Cherry Blossom Tone-up Cream |                                                 |
| -    | S-Angel                                       |                                                 |
| -    | A Twosome Place: Coffe & Dessert              |                                                 |
| -    | LG G7 ThinQ                                   |                                                 |
| -    | NII                                           |                                                 |
| -    | Korean Sat Pass MiMiMiMac                     |                                                 |
| -    | VOGUE x Lanvin: Eclat D'Arpege                | (perfume)                                       |
| -    | SK Telecom: Data Superpass                    | junto a Shin Seung-ho                           |
| -    | SK Telecom: O Teen Week                       | junto a Shin Seung-ho, Lee Na-eun y Ryu Ui-hyun |

## Discografía
| Año  | Canción         | Álbum          | Notas  |
| ---- | --------------- | -------------- | ------ |
| 2020 | «Shooting Star» | OST de Welcome | [ 61 ] |

### Como artista invitada
| Título                                    | Año  | Posicionamiento en listas | Álbum |
| Título                                    | Año  | KOR                       | Álbum |
| ----------------------------------------- | ---- | ------------------------- | ----- |
| «La Rose» (불면) (U-Know con Shin Ye-eun) | 2021 | —                         | Noir  |

## Premios y nominaciones
| Año  | Premio                   | Categoría                               | Trabajo                                   | Resultado |
| ---- | ------------------------ | --------------------------------------- | ----------------------------------------- | --------- |
| 2019 | KBS Entertainment Awards | Best Couple (junto a Choi Bo-min)       | Music Bank                                | Ganaron   |
| 2019 | KBS Entertainment Awards | 쇼·오락 부문 신인상                     | Music Bank                                | Nominada  |
| 2019 | Korea Drama Awards       | Star of the Year Award                  | He Is Psychometric                        | Ganó      |
| 2019 | Brand of the Year Award  | Rising Star (Female Actor)              | -                                         | Ganó      |
| 2020 | 34th KBS Drama Award     | Best New Actress Award                  | Welcome                                   | Ganó      |
| 2020 | Asia Model Award         | New Star Award - Female Actress         | -                                         | Ganó      |
| 2021 | KBS Drama Award          | Best Actress in Drama Special/TV Cinema | The Effect of a Finger Flick on a Breakup | Nominada  |